# Diane Evers
Diane Evers (* 9. November 1956) ist eine ehemalige australische Tennisspielerin.

## Karriere
Evers gewann 1979 an der Seite der Neuseeländerin Judy Chaloner das Damendoppel der Australian Open. Sie bezwangen im Finale Leanne Harrison und Marcella Mesker mit 6:2, 1:6 und 6:0.
In ihrer Karriere gewann Evers zwei weitere Doppeltitel, 1979 in Kitzbühel und in Toronto.

## Grand-Slam-Erfolg

### Doppel
| Jahr        | Turnier         | Partnerin     | Finalgegnerinnen                | Ergebnis      |
| ----------- | --------------- | ------------- | ------------------------------- | ------------- |
| 1979 (Dez.) | Australian Open | Judy Chaloner | Leanne Harrison Marcella Mesker | 6:2, 1:6, 6:0 |

## Turniersiege

### Doppel
| Nr. | Datum       | Turnier   | Kategorie          | Belag     | Partnerin      | Finalgegnerinnen             | Ergebnis      |
| --- | ----------- | --------- | ------------------ | --------- | -------------- | ---------------------------- | ------------- |
| 1.  | Juli 1979   | Kitzbühel | WTA Colgate Series | Sand      | Helen Anliot   | Virginia Ruzici Elly Vessies | 6:0, 6:4      |
| 2.  | August 1979 | Toronto   | WTA Colgate A      | Hartplatz | Lea Antonoplis | Chris O’Neil Mimi Wikstedt   | 2:6, 6:1, 6:3 |